# Eerste nationale dameshandbal 2019/20
De eerste nationale 2019–20 is de hoogste divisie in het Belgische handbal.

## Gevolgen van de coronacrisis in België
Nadat eerder de gezamenlijke bonden (KBHB, LFF en VHV) hadden besloten om alle wedstrijden tussen 12 en 31 maart 2020 af te lasten, besloten deze bonden op 20 maart 2020 om alle competities definitief te stoppen.
Op 27 maart werd bekendgemaakt dat, als gevolg van het voortijdige beëindigden van de competities, de gezamenlijke bonden hadden besloten dat er naar volgend seizoen toe uitsluitend promovendi zouden zijn en dus geen degradanten. Dit zou moeten leiden tot een competitiehervorming die op dat moment nog nader moest worden uitgewerkt.
Een opzet van de competitiehervorming werd op 3 april 2020 bekendgemaakt. Naast het eerdere besluit dat er uitsluidend promovendi en geen degradanten zouden zijn, waren de voornaamste besluiten van deze hervorming dat er geen kampioenen zouden zijn, en dat de eerste en tweede nationale heren en de eerste nationale dames met 2 teams van 8 naar 10 zouden worden uitgebreid. Dit om promovendi van lagere niveaus te faciliteren. Aan de BENE-League Handball 2020/21 zullen dezelfde 6 Belgische ploegen deelnemen als dit seizoen.
Hieronder wordt de situatie getoond zoals deze op 12 maart 2020 bestond, inclusief hetgeen dat in de planning stond. Voor de duidelijkheid, het ingeplande is definitief afgelast en de standen zijn als de eindstanden bepaald.

## Opzet
Er nemen 8 ploegen aan de competitie deel. Deze ploegen spelen eerst een volledige competitie.
Na beëindiging van deze competitie worden de 8 ploegen opgedeeld in 2 groepen van 4 ploegen, waarbij:
- De 4 ploegen die als hoogste zijn geëindigd, gaan in een onderlinge volledige competitie (play-off) strijden voor het Belgisch kampioenschap. Hierbij begint de ploeg die in de reguliere competitie als hoogste is geëindigd met 4 bonuspunten, aflopend tot 1 bonuspunt voor de ploeg die als laagste (vierde) is geëindigd. De 2 ploegen die in deze competitie als hoogste eindigen beslissen in een best-of-three wie uiteindelijk de kampioen van het huidige seizoen wordt.
- De 4 ploegen die als laatste zijn geëindigd, spelen onderling een volledige competitie (play-down) tegen degradatie naar de tweede nationale. Hierbij begint de ploeg die in de reguliere competitie als vijfde is geëindigd met 4 bonuspunten, aflopend tot 1 bonuspunt voor de ploeg die als laatste (achtste) is geëindigd. De ploeg die in deze competitie als laatste eindigt, degradeert naar de tweede nationale.

## Teams
| Ploeg                | Plaats       | Provincie       | Trainer(s)         | Hal                     |
| -------------------- | ------------ | --------------- | ------------------ | ----------------------- |
| DHW United Antwerpen | Antwerpen    | Antwerpen       | Rik Stryckers      | Sporthal Sorghvliedt    |
| Achilles Bocholt     | Bocholt      | Limburg         | Karin van Erp      | Sportcomplex De Damburg |
| HC Eynatten-Raeren   | Eynatten     | Luik            | Kurt Rathmes       | Sportzentrum Eynatten   |
| Hubo Initia Hasselt  | Hasselt      | Limburg         | Ryszard Obrusik    | Sporthal Alverberg      |
| HB Sint-Truiden      | Sint-Truiden | Limburg         | Richard Curfs      | Sporthal Trudo          |
| Uilenspiegel HV      | Wilrijk      | Antwerpen       | Aydin Tekin        | De Bist Wilrijk         |
| Handball Fémina Visé | Wezet        | Luik            | Linde Panis        | Hall Omnisports de Visé |
| DHC Waasmunster      | Waasmunster  | Oost-Vlaanderen | Stijn Van Caenegem | Sporthal Hoogendonck    |

## Reguliere competitie

### Stand
| Pos | Team                     | Wed | W  | G | V  | Ptn | DV  | DT  | +/−  | Opmerking                  |
| --- | ------------------------ | --- | -- | - | -- | --- | --- | --- | ---- | -------------------------- |
| 1   | HB Sint-Truiden          | 14  | 13 | 0 | 1  | 26  | 526 | 320 | +206 | Spelen verder in play-offs |
| 2   | Hubo Initia Hasselt      | 14  | 11 | 2 | 1  | 24  | 435 | 355 | +80  | Spelen verder in play-offs |
| 3   | DHW United Antwerpen     | 14  | 9  | 2 | 3  | 20  | 391 | 319 | +72  | Spelen verder in play-offs |
| 4   | Handball Fémina Visé     | 14  | 6  | 1 | 7  | 13  | 381 | 387 | −6   | Spelen verder in play-offs |
| 5   | Handbal Achilles Bocholt | 14  | 5  | 1 | 8  | 11  | 321 | 390 | −69  | Spelen verder in play-down |
| 6   | Uilenspiegel HV          | 14  | 3  | 0 | 11 | 6   | 319 | 419 | −100 | Spelen verder in play-down |
| 7   | DHC Waasmunster          | 14  | 3  | 0 | 11 | 6   | 300 | 410 | −110 | Spelen verder in play-down |
| 8   | HC Eynatten-Raeren       | 14  | 3  | 0 | 11 | 6   | 356 | 429 | −73  | Spelen verder in play-down |

### Uitslagen
| Thuis \ Uit              | ANT   | BOC   | E-R   | HAS   | S-T   | UIL   | VIS   | WAA   |
| ------------------------ | ----- | ----- | ----- | ----- | ----- | ----- | ----- | ----- |
| DHW United Antwerpen     |       | 34–19 | 36–17 | 26–26 | 25–30 | 28–18 | 30–27 | 31–17 |
| Handbal Achilles Bocholt | 19–22 |       | 18–31 | 23–29 | 22–39 | 28–24 | 26–26 | 26–21 |
| HC Eynatten-Raeren       | 23–29 | 26–28 |       | 21–34 | 22–40 | 28–29 | 31–30 | 31–32 |
| Hubo Initia Hasselt      | 27–27 | 32–24 | 28–26 |       | 25–36 | 36–24 | 30–24 | 40–21 |
| HB Sint-Truiden          | 34–22 | 43–20 | 36–18 | 29–33 |       | 38–18 | 42–26 | 44–24 |
| Uilenspiegel HV          | 27–33 | 22–23 | 27–24 | 24–36 | 19–41 |       | 18–29 | 20–22 |
| Handball Fémina Visé     | 23–22 | 20–26 | 38–32 | 27–31 | 29–32 | 30–24 |       | 31–25 |
| DHC Waasmunster          | 12–26 | 21–19 | 24–26 | 23–28 | 17–42 | 23–25 | 18–21 |       |

## Nacompetitie

### Play-down
De 4 ploegen, die in het reguliere eerste nationale seizoen op de plaatsen 5 t/m 8 zijn geëindigd, spelen onderling een volledige competitie tegen degradatie naar de tweede nationale.
Hierbij begint de ploeg die in het reguliere eerste nationale seizoen als vijfde is geëindigd met 4 bonuspunten, aflopend tot 1 bonuspunt voor de ploeg die als achtste is geëindigd.
De ploeg die in deze competitie als laatste eindigt, degradeert naar de tweede nationale. De andere 3 ploegen spelen volgend seizoen in de eerste nationale 2020/21.

#### Teams
| Positie                | Team                     | Opmerking           |
| ---------------------- | ------------------------ | ------------------- |
| No. 5 Eerste nationale | Handbal Achilles Bocholt | Begint met 4 punten |
| No. 6 Eerste nationale | Uilenspiegel HV          | Begint met 3 punten |
| No. 7 Eerste nationale | DHC Waasmunster          | Begint met 2 punten |
| No. 8 Eerste nationale | HC Eynatten-Raeren       | Begint met 1 punt   |

>> Volledig afgelast, het getoonde is de oorspronkelijke planning. Reeds gespeelde wedstrijden worden genegeerd. <<

#### Stand
| Pos | Team                     | Wed | W | G | V | Ptn | DV | DT | +/− | Opmerking                                             |
| --- | ------------------------ | --- | - | - | - | --- | -- | -- | --- | ----------------------------------------------------- |
| 1   | Handbal Achilles Bocholt | 2   | 1 | 1 | 0 | 7   | 56 | 54 | +2  |                                                       |
| 2   | Uilenspiegel HV          | 2   | 1 | 0 | 1 | 5   | 53 | 44 | +9  |                                                       |
| 3   | HC Eynatten-Raeren       | 2   | 1 | 1 | 0 | 4   | 58 | 44 | +14 |                                                       |
| 4   | DHC Waasmunster          | 2   | 0 | 0 | 2 | 2   | 32 | 57 | −25 | Speelt volgend seizoen in de tweede nationale 2020/21 |

#### Programma/Uitslagen
| Thuis \ Uit              | BOC    | E-R    | UIL    | WAA    |
| ------------------------ | ------ | ------ | ------ | ------ |
| Handbal Achilles Bocholt |        | 2 mei  | 28–26  | 28 mrt |
| HC Eynatten-Raeren       | 28–28  |        | 25 apr | 30–16  |
| Uilenspiegel HV          | 4 apr  | 28 mrt |        | 2 mei  |
| DHC Waasmunster          | 25 apr | 4 apr  | 16–27  |        |

### Play-offs
De 4 ploegen, die in het reguliere eerste nationale seizoen op de plaatsen 1 t/m 4 zijn geëindigd, spelen onderling een volledige competitie voor het kampioenschap.
Hierbij begint de ploeg die in het reguliere eerste nationale seizoen als eerste is geëindigd met 4 bonuspunten, aflopend tot 1 bonuspunt voor de ploeg die als vierde is geëindigd.
De 2 ploegen die in deze competitie als hoogste eindigen beslissen in een best-of-three wie ten slotte de kampioen van het huidige seizoen wordt.

#### Teams
| Positie                | Team                 | Opmerking           |
| ---------------------- | -------------------- | ------------------- |
| No. 1 Eerste nationale | HB Sint-Truiden      | Begint met 4 punten |
| No. 2 Eerste nationale | Hubo Initia Hasselt  | Begint met 3 punten |
| No. 3 Eerste nationale | DHW United Antwerpen | Begint met 2 punten |
| No. 4 Eerste nationale | Handball Fémina Visé | Begint met 1 punt   |

>> Volledig afgelast, het getoonde is de oorspronkelijke planning. Reeds gespeelde wedstrijden worden genegeerd. <<

#### Stand
| Pos | Team                 | Wed | W | G | V | Ptn | DV | DT | +/− | Opmerking                                   |
| --- | -------------------- | --- | - | - | - | --- | -- | -- | --- | ------------------------------------------- |
| 1   | HB Sint-Truiden      | 2   | 2 | 0 | 0 | 8   | 64 | 43 | +21 | Spelen best-of-three voor het kampioenschap |
| 2   | DHW United Antwerpen | 2   | 1 | 1 | 0 | 5   | 62 | 47 | +15 | Spelen best-of-three voor het kampioenschap |
| 3   | Hubo Initia Hasselt  | 2   | 0 | 1 | 1 | 4   | 45 | 58 | −13 |                                             |
| 4   | Handball Fémina Visé | 2   | 0 | 0 | 2 | 1   | 45 | 68 | −23 |                                             |

#### Programma/Uitslagen
| Thuis \ Uit          | ANT    | HAS    | S-T    | VIS    |
| -------------------- | ------ | ------ | ------ | ------ |
| DHW United Antwerpen |        | 26–26  | 25 apr | 4 apr  |
| Hubo Initia Hasselt  | 2 mei  |        | 4 apr  | 25 apr |
| HB Sint-Truiden      | 29 mrt | 32–19  |        | 3 mei  |
| Handball Fémina Visé | 21–36  | 28 mrt | 24–32  |        |